# Сюрень (хутір)
Сюре́нь (рос. Сюрень, башк. Һүрәм) — хутір у складі Кугарчинського району Башкортостану, Росія. Входить до складу Уральської сільської ради.
Населення — 11 осіб (2010; 26 в 2002).
Національний склад:
- башкири — 81%